# Aero Minor II

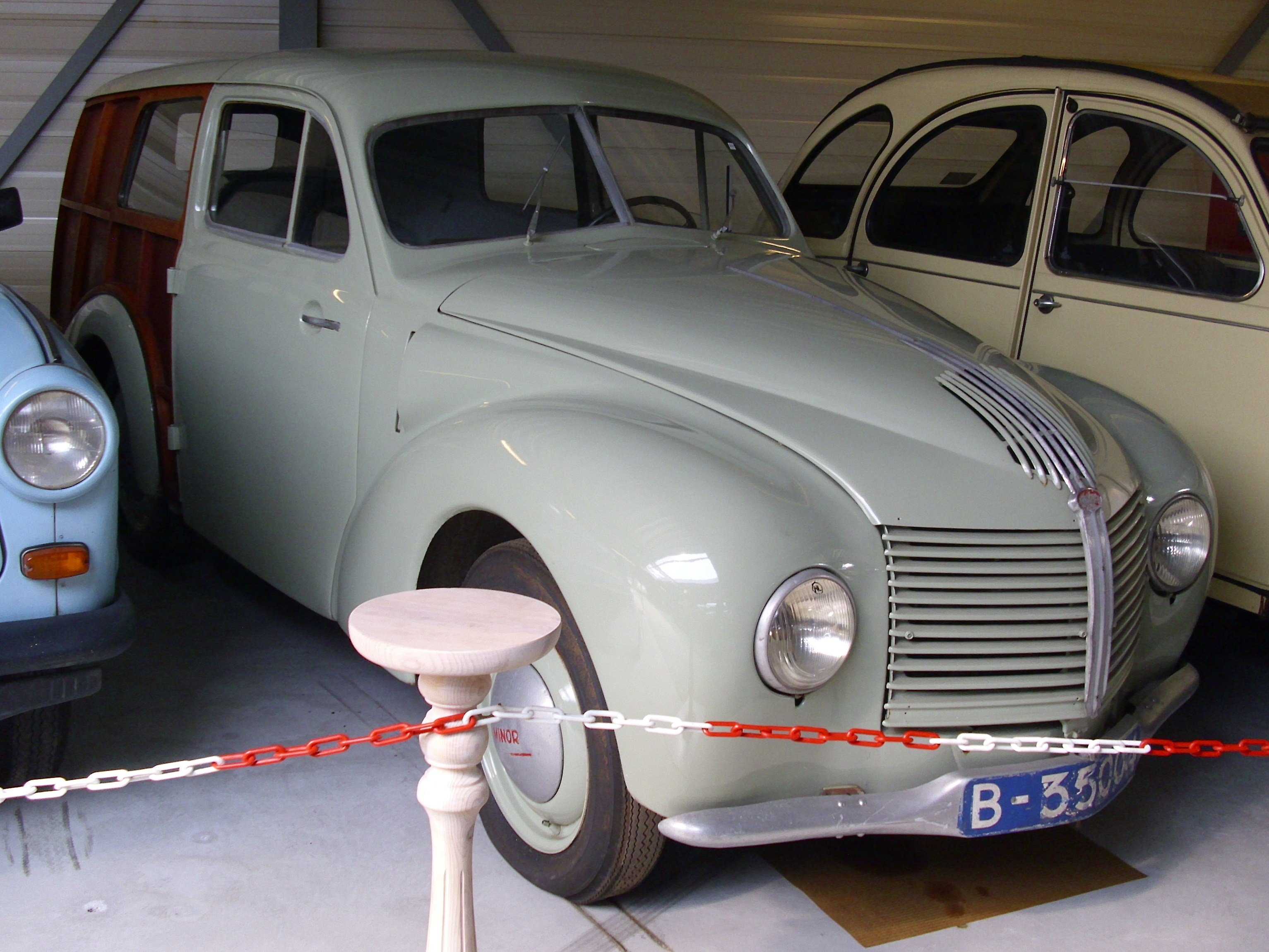
Aero Minor II als Kombi von 1950

Der Aero Minor II war ein tschechoslowakisches Pkw-Modell.

## Beschreibung
Jawa hatte vor dem Zweiten Weltkrieg das Modell Jawa Minor hergestellt und ein Nachfolgemodell entwickelt. 1946 kam das Modell unter der Marke Aero Minor auf den Markt. Als Hersteller dieser Fahrzeuge gilt das Unternehmen Letecké závody aus Prag-Letňany. Die Produktion endete 1951 oder 1952.
Ein Zweizylinder-Zweitaktmotor von Jawa mit 615 cm³ Hubraum und 19,5 PS Leistung trieb die Vorderräder an. Der Kühler war hinter dem Motor montiert. Das Getriebe hatte vier Gänge, der vierte Gang war Overdrive. Angeboten wurde das Modell als Limousine, Roadster, Kombi, Kastenwagen. Die Sportversion hatte einen Motor mit 744 cm³ Hubraum, der auch bei Autorennen wie dem 24-Stunden-Rennen von Le Mans 1949 eingesetzt wurde.
Das Fahrzeug hatte 230 cm Radstand und war 404 cm lang. Die  Höchstgeschwindigkeit war mit 100 km/h angegeben.
Im Herbst 1947 unternahm der Motorjournalist F. A. Elstner mit dem Aero Minor II eine Langstreckenfahrt, die ihn durch die Sahara bis Cotonou und wieder zurück führte. Beifahrer waren Elstners zweite Frau Anna und sein Sohn aus erster Ehe. Die Strecke von 13.100 km konnte der Wagen in 22 Tagen absolvieren, was einem Schnitt von 426 km pro Tag entsprach.
Der geplante Nachfolger Aero Minor III kam nicht mehr auf den Markt.